# Palkattjåkkå
Palkattjåkkå (též Bálgattjåhkkå, 2002 m n. m.) je hora ve Skandinávském pohoří. Nachází se v severním Švédsku v kraji Norrbotten na území komuny Jokkmokks. Leží na území Národního parku Sarek. S nadmořskou výškou 2002 m se jedná o sedmou nejvyšší horu Švédska (dvanáctou, pokud se počítají i vedlejší vrcholy).